# Джамгаровский пруд
Джамга́ровский пруд — пруд на реке Ичке в Лосиноостровском районе Северо-Восточного административного округа города Москвы. Расположен рядом с МКАД, между Осташковским шоссе и Ярославским направлением Московской железной дороги. Пруд был образован в начале 1960-х годов и назван по прилегающей местности, составляющей сейчас Джамгаровский парк. Его площадь составляет около 13,5 га.

## Описание
Водоём разделён мостами на три пруда: Верхний, Средний и Нижний. Общая площадь пруда составляет около 13,5 га, его средняя глубина — 4 м. Питание водоёма осуществляется за счёт грунтовых и поверхностных вод. Пруд находится на балансе ГУП «Мосводосток».
Вдоль пруда между ним и Стартовой улицей расположен Джамгаровский парк площадью 15 га, а с северной стороны к водоёму примыкает Перловское кладбище, организованное в середине XIX века как место еврейских захоронений. С 1980-х годов кладбище является закрытым — захоронения осуществляются только в родственные могилы. Также на Стартовой улице рядом с прудом находится Госпиталь № 3 для ветеранов войн.

## Происхождение названия
Своё название пруд получил по прилегающей местности: в конце XIX века по инициативе московской семьи банкиров Джамгаровых здесь был образован дачный посёлок Лосиноостровск, часть которого называлась Джамгаровкой. Джамгаровы профинансировали строительство плотины через Ичку, в результате чего появился пруд.

## История
Сразу же после образования водоём был зарыблен, и рыбалка наряду с купанием стала одним из излюбленных развлечений местных жителей.
Пруд был образован на месте песчаного карьера в начале 1960-х годов. В 1984 году были проведены работы по его очистке, укреплению берегов и благоустройству набережной.
Очередная реконструкция водоёма велась с 2012 по 2013 год. Она включила в себя укрепление его берегов, очистку русла реки Ички, устройство пешеходных и велосипедных дорожек, высадку деревьев. В 2014 году в рамках проекта «Чистая река» на территории Джамгаровского пруда была организована уборка бытового мусора, а берега водоема укреплены галькой. При работах изменили и систему ливневых стоков: вывели из пруда, проложив специальную трубу в подземный коллектор.
В том же году МЧС признало Джамгаровский пруд самым опасным водоемом из всех запрещённых для купания. За период с 2005 по 2014 год число утонувших в пруду составило 22 человека. По предположению медиков это происходит из-за загрязнённой воды, также существует мнение, что основной причиной утопления является злоупотребление купающихся алкоголем.
В 2015 году пресс-службой Департамента природопользования и охраны окружающей среды было объявлено о намерении благоустроить территорию, прилегающую к пруду со стороны Перловского кладбища, общая площадь которой составляет 6,1 га. В ходе работ запланировано организовать входную и парковую зоны и берёзовый парк, создать условия для посещения парка маломобильными группами населения.
По информации ТАСС, на июнь 2016 года Джамгаровский пруд не относится к принятым в эксплуатацию зонам отдыха без организованного купания, о чём отдыхающих информируют таблички «Купание запрещено». Однако несмотря на это, по данным на август того же года, в пруду за лето зафиксировано пятеро утонувших, а пруд назван МЧС самым опасным местом для купания в столице.
5 августа 2017 года на территории пруда прошёл первый фестиваль рыбной ловли «Джамгаровский карась», организованный управой Лосиноостровского района и центром досуга и спорта «Лосинка».
Инспекцией по контролю за благоустройством озеленённых территорий и парковых зон ОАТИ было объявлено о намерении в 2017 году произвести реконструкцию зоны отдыха у Джамгаровского пруда. В ходе работ запланированы ремонт дорожной сети, развитие дорожек и тропинок, замена покрытий на детских площадках, укрепление берегов пруда, а также установка пунктов велопроката и проката спортинвентаря.

## Фауна
В пруду обитают рыбы: окунь, карась, линь, подлещик, щука, бычок и плотва, а на поверхности — утки-кряквы.
На 2017 год Джамгаровский пруд является одним из немногих водоёмов Москвы, где встречается красноухая черепаха. По мнению экологов, этот вид черепах представляет угрозу для экосистемы, а также может быть переносчиком сальмонеллёза. По словам специалистов из ГПБУ «Мосприрода», в 2016 году в учреждение поступило около 50 обращений от жителей столицы по поводу красноухих черепах. Появление черепах в водоёмах специалист связывает с тем, что москвичи, покупая их в зоомагазинах, через некоторое время отпускают животных на волю.

## Фотогалерея
- Верхний Джамгаровский пруд
- Верхний Джамгаровский пруд
- Нижний Джамгаровский пруд
- Набережная пруда
- Здание госпиталя ветеранов войн